# 馬文煒
馬文煒（1533年—1603年），字仲韜，號定宇，山東青州府安丘縣人，民籍，明朝政治人物。

## 生平
嘉靖四十年（1561年）辛酉科山東鄉試第二十八名。嘉靖四十一年（1562年）壬戌科第三甲第一百八十六名進士。擔任河南確山縣知縣，隆庆元年（1567年）擢升山西道監察御史，二年两淮巡盐，因忤逆官僚，隆庆五年（1571年）被外放为德安府知府，万历三年（1575年）六月升為湖广按察副使，治兵荊南。六年升右参政，九年五月升按察使，十一年正月升江西右布政使，三月轉左布政，十二年二月擔任都察院右副都御史、巡撫江西兼理军务，十四年南京科道纠拾，调南京别用，卒年七十一。

## 家族
曾祖馬鄰；祖父馬驥；父馬惠。母門氏。弟文煇（生员）、文焞、文燁。
有子馬應龍、馬從龍，同舉壬辰科南宫進士，應龍官禮部主客司主事，從龍以高平知县被徵，待诏给事黄门。